# Strong Arm of the Law
Strong Arm of the Law ist das dritte Studioalbum der britischen Band Saxon. Es wurde am 1. September 1980 über Carrere Records veröffentlicht.

## Hintergrund
Das Album wurde mit Pete Hinton von Mai bis August 1980 in den Ramport Studios, London, aufgenommen. Die Songs wurden von den fünf Bandmitgliedern geschrieben. Der letzte Titel, Dallas 1 PM, handelt von der Ermordung John F. Kennedys. „Wir dachten: ‚Sollten wir einen Schuss reintun oder drei?‘“, erinnert sich Sänger Biff Byford. „Am Ende entschieden wir uns für die Verschwörungstheorie und nahmen drei Schüsse.“ Laut Gitarrist Graham Oliver wurde der Titelsong von einem Vorfall inspiriert, bei dem die Band in Whitehall fuhr und anschließend vom Sicherheitspersonal der damaligen britischen Premierministerin Margaret Thatcher angehalten und durchsucht wurde.

## Titelliste
Alle Titel wurden von Biff Byford, Paul Quinn, Graham Oliver, Steve Dawson and Pete Gill geschrieben.

### Titelliste (Großbritannien)
Seite 1
1. Heavy Metal Thunder – 4:24
2. To Hell and Back Again – 4:52
3. Strong Arm of the Law – 4:47
4. Taking Your Chances – 4:25

Seite 2
1. 20,000 Ft. – 3:30
2. Hungry Years – 5:18
3. Sixth form Girls – 4:18
4. Dallas 1 PM – 6:27

### Titelliste (USA)
Seite 1
1. Dallas 1 PM – 6:27
2. Strong Arm of the Law – 4:47
3. Sixth form Girls – 4:18
4. Hungry Years – 5:18

Seite 2
1. Heavy Metal Thunder – 4:24
2. Taking Your Chances – 4:25
3. To Hell and Back Again – 4:52
4. 20,000 Ft – 3:30

Bonustitel (2006) (aufgenommen im Hammersmith Odeon am 15. Dezember 1981)
1. 220,000 Ft. (Live) – 3:30
2. 2Dallas 1 PM (Live) – 6:18
3. 2Hungry Years (Live) – 5:56
4. 2Strong Arm of the Law (Live) – 4:52
5. 2Heavy Metal Thunder (Live) – 4:01

Bonustitel (2009)
1. 20,000 Ft." (BBC session) – 3:17
2. Dallas 1 PM" (BBC session) – 6:01
3. The Eagle Has Landed" (BBC session) – 7:32
4. 747 (Strangers in the Night)" (BBC session) – 4:41
5. To Hell and Back Again" (alternate version) – 4:47
6. 20,000 Ft." (Abbey Road mix 2009) – 4:10
7. Mandy" (early version of Sixth form Girls) – 3:58
8. Heavy Metal Thunder" (Abbey Road mix 2009) – 4:15

Die BBC-Aufnahmen wurden am 25. April 1982 im Studio B15 aufgenommen.

## Mitwirkende
Saxon
- Biff Byford – Gesang
- Steve Dawson – Bassgitarre
- Pete Gill – Schlagzeug
- Graham Oliver – Gitarre
- Paul Quinn – Gitarre

Produktion
- Will Reid Dick – Toningenieur
- Pete Hinton – Produzent
- Blechner Poxon – Management
- Saxon – Arrangement

## Rezeption
Das Album erreichte unter anderem Platz elf der britischen Charts und Goldstatus im Vereinigten Königreich. Eduardo Rivadavia von AllMusic nannte das Album „ebenso zeitlos“ wie sein Vorgänger Wheels of Steel und kommentierte: „Bei dieser großartigen Platte haben sich für Saxon so ziemlich alle richtigen Zutaten gefunden, und obwohl es nicht so viele klare Hits wie auf seinem Vorgänger gab, macht die unübertroffene Konsistenz von Anfang bis Ende von Strong Arm of the Law es in den Augen vieler Fans und Kritiker zum definitiven Saxon-Album.“ Nach ihrem Höhepunkt mit Wheels of Steel war der kanadische Journalist Martin Popoff ein wenig enttäuscht und nannte das Album „angenehm und nostalgisch, wenn auch nie bemerkenswert“, es „verriete definitiv Saxons Ideenlosigkeit“; trotz ihrer „reduzierten, schlichten und enthusiastischen Darbietung von Metal ... blieben Saxon in kreativer Hinsicht auf der Strecke und ähnelten sowohl im Aussehen als auch im Klang ein wenig Slade.“

## Kommerzieller Erfolg

### Chartplatzierungen
| ChartsChartplatzierungen     | Höchstplatzierung | Wochen |
| ---------------------------- | ----------------- | ------ |
| Vereinigtes Königreich (OCC) | 11 (13 Wo.)       | 13     |

### Auszeichnungen für Musikverkäufe
| Land/Region                  | Auszeichnungen für Musikverkäufe (Land/Region, Auszeichnung, Verkäufe) | Verkäufe |
| ---------------------------- | ---------------------------------------------------------------------- | -------- |
| Vereinigtes Königreich (BPI) | Gold                                                                   | 100.000  |
| Insgesamt                    | 1× Gold ·                                                              | 100.000  |